# Porajärvi
Porajärvi (karelsk: Porarvi; russisk Поросозеро, tr. Porosozero) er en bebyggelse i Republikken Karelen i Den Russiske Føderation tæt på grænsen til Finland. Den har et indbyggertal på 2.647 (2013) indbyggere.